# Indoaleyrodes glochidioni
Indoaleyrodes glochidioni là một loài côn trùng cánh nửa trong họ Aleyrodidae, phân họ Aleyrodinae.
Indoaleyrodes glochidioni được Martin & Carver năm Martin miêu tả khoa học đầu tiên năm 1999.